# Karnitschstüberl
Karnitschstüberl är en grotta i Österrike. Den ligger i distriktet Wiener Neustadt och förbundslandet Niederösterreich, i den östra delen av landet.
Den högsta punkten i närheten är Peischingleiten, 915 meter över havet, 1,0 km nordväst om Karnitschstüberl. Runt Karnitsch Stüberl är det ganska tätbefolkat, med 96 invånare per kvadratkilometer.. Närmaste större samhälle är Gaaden, sydost om Karnitschstüberl.
Trakten runt Karnitschstüberl består till största delen av blandskog.